# Livin' in the Sunlight, Lovin' in the Moonlight
Livin' in the Sunlight, Lovin' in the Moonlight es una canción popular que fue escrita por Al Sherman y Al Lewis para la película de 1930, The Big Pond, protagonizada por Maurice Chevalier. El 22 de marzo de 1930, Bing Crosby y la Orquesta de Paul Whiteman grabaron una versión popular de esta canción. La grabación de Crosby y la orquesta se registró en las listas de éxitos del día de ese año, obteniendo la posición número 16. Durante ese tiempo, Bernie Cummins y su orquesta también grabaron la canción y disfrutaron del éxito con la misma, logrando el puesto número 20 de popularidad. Adicionalmente, Al Bowlly y Les Allen también hicieron su propia grabación del tema ese año, esto tomo lugar el 17 de octubre de 1930. Otra interpretación destacada fue la del dúo de hermanos Bob y Alf Pearson, quienes la lanzaron en enero de 1931.
En 1968, Tiny Tim cantó una versión de esta canción para su álbum «God Bless Tiny Tim», la cual realizó utilizando un ukelele. Su interpretación logró obtener un resurgimiento de popularidad después de que se utilizara en 1999 para el episodio piloto de Bob Esponja, «Help Wanted».